# Старосемейкино (платформа)
Старосемейкино — остановочный пункт находящийся в  Красноярском районе Самарской области. Одновременно также является путевым постом.

## Деятельность
Остановочный пункт пригородного направления: «Жигулёвское море — Самара». 